# Quesada (kommunhuvudort)
Quesada är en kommunhuvudort i Guatemala.   Den ligger i departementet Departamento de Jutiapa, i den södra delen av landet, 70 km sydost om huvudstaden Guatemala City. Quesada ligger 974 meter över havet och antalet invånare är 2 250.
Terrängen runt Quesada är huvudsakligen kuperad, men den allra närmaste omgivningen är platt. Runt Quesada är det ganska tätbefolkat, med 199 invånare per kvadratkilometer. Närmaste större samhälle är Jutiapa, 15,7 km öster om Quesada. Omgivningarna runt Quesada är en mosaik av jordbruksmark och naturlig växtlighet.